# 🇬🇶
🇬🇶 is een Unicode vlagsequentie emoji die gebruikt wordt als regionale indicator voor Equatoriaal-Guinea. De meest gebruikelijke weergave is die van de vlag van Equatoriaal-Guinea, maar op sommige platforms (waaronder Microsoft Windows) ziet men de letters GQ.
De vlagsequentie is opgebouwd uit de combinatie van de Regional Indicator Symbols 🇬 (U+1F1EC) en 🇶 (U+1F1F6), tezamen de ISO 3166-1 alpha-2 code GQ voor Equatoriaal-Guinea vormend.
Deze emoji is in 2010 geïntroduceerd met de Unicode 6.0-standaard.

## Gebruik

De landsvlag van Equatoriaal-Guinea

Deze emoji wordt gebruikt als regionale aanduiding van Equatoriaal-Guinea.

## Codering

De Emoji One-implementatie

### Unicode
In Unicode vindt men de 🇬🇶 met de codesequentie U+1F1EC U+1F1F6 (hex).

### Shortcode
Er zijn shortcodes  voor 🇬🇶; in Github kan deze opgeroepen worden met :equatorial_guinea:,  in Slack kan het karakter worden opgeroepen met de code :flag-gq:.